# Maria Stenz
 Der er for få eller ingen kildehenvisninger i denne artikel, hvilket er et problem. Du kan hjælpe ved at angive troværdige kilder til de påstande, som fremføres i artiklen.

Maria Stenz (født Marie Mikkelsen Sørensen 16. august 1940) er dansk skuespillerinde, sangerinde, teaterleder og historiefortæller.
Hun indledte sin karriere på Det Lille Teater.
Siden 1968 har hun arbejdet med børneteater. Hun har også indsunget nogle børneplader, lavet radio og TV for børn (bl.a. Legestue sammen med Lasse Lunderskov) samt hørespil sammen med Peter Kitter og Svend Bjerre.
I 1972 indsang hun "Goddag og farvel", der med det samme gik ind på Dansktoppen. Hun slog sit navn fast som schlagersanger i 1973 med "Hvor er alle drømmene du drømte".
Siden har Stenz beskæftiget sig med såvel det seriøse viseforedrag som musical-genren, teateret og pop-musikken. Siden 1980'erne ophørte hun dog med at indsynge dansktopsange og arbejdede siden overvejende med teater.
På Bådteatret, Hvidovre Teater og Café Teatret spillede hun fra midt i 1970'erne et stort og varieret repertoire.
I 1988 blev hun en del af ledelsen på Teatret ved Sorte Hest sammen med Brigitte Kolerus. Efter Kolerus' død fortsatte hun alene.
Hun var en overgang medlem af Statens Teaterråd.
Sit efternavn har hun fra sit ægteskab med arkitekt Niels Allan Blegvad Stenz (1940 - 1998). Maria Stenz andet ægteskab indgik hun den 27. januar 1982 med journalisten Jens Nauntofte.

## Filmografi
- Nordkraft (Marias mor, 2005)
- Den skaldede frisør (2012)

### Julekalendere
- Jullerup Færgeby (1974)
- Torvet (1981)
- Trolderiks julekalender (1991)
- Trolderiks posthule (1992)

## Eksterne links
- Maria Stenz på Internet Movie Database (engelsk)
- Maria Stenz på Filmdatabasen
- Maria Stenz på danskefilm.dk
- Maria Stenz på danskfilmogtv.dk
- Maria Stenz på Svensk Filmdatabas (svensk)
- Maria Stenz på AlloCiné (fransk)
- Maria Stenz på The Movie Database (engelsk)
- Maria Stenz på danskefilmstemmer.dk

|  | Artiklen om skuespilleren Maria Stenz kan blive bedre, hvis der indsættes et (bedre) billede. Du kan hjælpe ved at uploade et godt billede til Wikimedia Commons iht. de tilladte licenser og indsætte det i artiklen. Eller du kan søge efter eksisterende filer på Wikimedia Commons eller på Flickr - fx med værktøjet Free Image Search Tool. |